# 교통관광TV
교통관광TV는 1995년 케이블TV 방송에 따라 개국한 방송국이다. 1998년에 리빙TV로 변경되어 현재에 이른다.